# Греція на Олімпійських іграх
Олімпійські ігри як спортивні змагання зародилися в Стародавній Греції і тому природним вибором країни-господаря для відродження уже сучасних Олімпійських ігор в 1896 році стала Греція.

## Історична довідка
23 червня 1894 року в Сорбонні відбувся перший конгрес Міжнародного Олімпійського комітету, який скликав барон П'єр де Кубертен. Він збирався провести перші сучасні Олімпійські ігри в 1900 році в Парижі та приурочити їх до Всесвітньої виставки. Однак друг Кубертена грецький письменник та перекладач Дімітріос Вікелас, запрошений на конгрес з доповіддю про традиції античних Олімпійських ігор, несподівано запропонував як місце проведення нових ігор столицю Еллади Афіни, що символізувало б їх наступність давньогрецьким іграм. Конгрес затвердив цю пропозицію, а самого Вікеласа обрав першим президентом Міжнародного олімпійського комітету, оскільки за постановою цю посаду міг зайняти тільки представник країни, яка прийматиме першу Олімпіаду.
Відтоді національна спортивна команда Греції змагалися на всіх літніх Олімпійських іграх, стала однією з чотирьох країн, що зробили це за весь період становлення сучасних Олімпіад, і брала участь у більшості зимових Олімпійських ігор з 1936 року. Окремим і символічним фактом є запалення Олімпійського вогню (що відбувається в Греції) та Парад Націй на церемонії відкриття Олімпіад, де Греція завжди йде першою, через свій статус — як засновник стародавнього попередника сучасних Олімпійських ігор.
Національна спортивна команда Греції, а саме, її спортсмени завоювали загалом 108 олімпійських медалей різного ґатунку, найбільше в легкій атлетиці та важкій атлетиці. Крім того, Греція тричі за свою новітню історію приймала в себе дома цей величний спортивний форум світу: Перші літні Олімпійські ігри 1896 року, Олімпіаду 1906 року (або Перші додаткові Олімпійські ігри) і в 2004 році чергові Літні Олімпійські ігри в Афінах. Національний олімпійський комітет Греції (НОК Греції) було створено в 1894 році і визнано Міжнародним олімпійським комітетом (МОК) у 1895 році.

## Таблиці звершень Національної команди Греції на Олімпіадах

### Медальні здобутки команди (загалом)
| Ігри                   | Золото | Срібло | Бронза | Загалом | Місце |
| 1896 Атени             | 10     | 17     | 19     | 46      | 2     |
| 1900 Париж             | 0      | 0      | 0      | 0       | -     |
| 1904 Сент Луїс         | 1      | 0      | 1      | 2       | 8     |
| 1908 Лондон            | 0      | 3      | 0      | 3       | 15    |
| 1912 Стокгольм         | 1      | 0      | 1      | 2       | 15    |
| 1920 Антверпен         | 0      | 1      | 0      | 1       | 19    |
| 1924 Париж             | 0      | 0      | 0      | 0       | -     |
| 1928 Амстердам         | 0      | 0      | 0      | 0       | -     |
| 1932 Лос-Анджелес      | 0      | 0      | 0      | 0       | -     |
| 1936 Берлін            | 0      | 0      | 0      | 0       | -     |
| 1948 Лондон            | 0      | 0      | 0      | 0       | -     |
| 1952 Гельсінки         | 0      | 0      | 0      | 0       | -     |
| 1956 Мельбурн          | 0      | 0      | 1      | 1       | 35    |
| 1960 Рим               | 1      | 0      | 0      | 1       | 21    |
| 1964 Токіо             | 0      | 0      | 0      | 0       | -     |
| 1968 Мехіко            | 0      | 0      | 1      | 1       | 42    |
| 1972 Мюнхен            | 0      | 2      | 0      | 2       | 29    |
| 1976 Монреаль          | 0      | 0      | 0      | 0       | -     |
| 1980 Москва            | 1      | 0      | 2      | 3       | 22    |
| 1984 Лос-Анджелес      | 0      | 1      | 1      | 2       | 30    |
| 1988 Сеул              | 0      | 0      | 1      | 1       | 46    |
| 1992 Барселона         | 2      | 0      | 0      | 2       | 26    |
| 1996 Атланта           | 4      | 4      | 0      | 8       | 16    |
| 2000 Сідней            | 4      | 6      | 3      | 13      | 17    |
| 2004 Афіни (господарі) | 6      | 6      | 4      | 16      | 15    |
| 2008 Пекін             | 0      | 2      | 2      | 4       | 59    |
| Лондон 2012            | 0      | 0      | 2      | 2       | 75    |
| Ріо-де-Жанейро 2016    | 3      | 1      | 2      | 6       | 26    |
| Загалом                | 33     | 43     | 41     | 117     | 33    |

### Медальні здобутки команди (за видами спорту)
| Вид                   | Золото | Срібло | Бронза | Загалом |
| Легка атлетика        | 7      | 12     | 11     | 30      |
| Важка атлетика        | 6      | 5      | 4      | 15      |
| Гімнастика            | 5      | 3      | 3      | 11      |
| Стрільба              | 4      | 4      | 5      | 13      |
| Вітрильний спорт      | 3      | 2      | 3      | 8       |
| Фехтування            | 2      | 1      | 1      | 4       |
| Боротьба              | 1      | 3      | 7      | 11      |
| Плавання              | 1      | 4      | 3      | 8       |
| Велоспорт             | 1      | 3      | 0      | 4       |
| Тхеквондо             | 1      | 3      | 0      | 4       |
| Дзюдо                 | 1      | 0      | 1      | 2       |
| Стрибки у воду        | 1      | 0      | 0      | 1       |
| Академічне веслування | 0      | 1      | 2      | 3       |
| Теніс                 | 0      | 1      | 1      | 2       |
| Водне поло            | 0      | 1      | 0      | 1       |
| Загалом               | 33     | 43     | 41     | 117     |

## Перелік грецьких спортовців-медалістів

### Золоті медалісти-спортовці
| - Ніколаос Андріакопулос - Софія Бекатору - Томас Біміс - Костянтин II (король Греції) - Піррос Дімас - Одіссей Ескітзоглу - Ніколаос Георгантас - Іоанніс Георгіадіс - Фані Халкія - Іліас Іліадіс | - Кахі Кахіашвілі - Ніколаос Какламанакіс - Перикл Какусіс - Пантеліс Карасевдас - Константінос Кентеріс - Аристидіс Константінідіс - Спиридон Луїс - Іоанніс Малокініс - Іоанніс Меліссанідіс - Іоанніс Мітропулос - Міхаліс Мурутсос - Стеліос Міякіс | - Георгіос Орфанідіс - Вула Патуліду - Іоанніс Франгудіс - Леонідас Піргос - Ніколаос Сіранідіс - Демосфен Тампакос - Константінос Циклітірас - Емілія Тсулфа - Афанасія Тсумелека - Геогіос Заїміс |

### Срібні медалісти-спортовці
| - Іоанніс Андреу - Ніколаос Андріакопулос - Дімітра Асіліан - Сотіріос Афанасопулос - Нікі Бакоянні - Спиридон Хасапіс - Хрисопії Деветзі - Міхаліс Дорізас - Георгія Еллінакі - Ніколаос Георгантас - Мільтіад Гускос - Ніколаос Какламанакіс - Ефтихія Караянні - Телемах Каракалос - Ангелікі Карапатакі - Діонісій Касдагліс - Анастасія Келесіду - Георгіос Коллетіс - Ставрула Козоболі | - Георгія Лара - Кіріякі Ліосі - Мірела Маніяні - Антіопі Мелідоні - Анастасіос Метаксас - Віктор Мітру - Антонія Мораїті - Евангелія Мораїтіду - Георгіос Мораїнітіс - Дімітріос Мугіос - Антула Мілонакі - Елісавет Містакіду - Александрос Ніколаїдіс - Стаматос Ніколопулос - Екатеріні Ікономопулу - Гіоргіос Орфанідіс | - Панайотіс Параскевопулос - Павлос Павлідіс - Антоніос Пепанос - Петрос Персакіс - Деметріос Петрококкінос - Іоанніс Франгудіс - Василіс Полімерос - Антигона Румпесі - Леонідас Сабаніс - Ясон Саппас - Демосфен Тампакос - Екатеріні Фану - Александрос Теофілактіс - Іоанніс Теофілакіс - Константінос Циклітірас - Георгіос Цитас - Харілаос Васілакос - Александрос Врасіванопулос - Томас Ксенакіс |

### Бронзові медалісти-спортовці
| - Анна Поллату - Софія Векатору - Харіклея Пантазі - Ефстафіос Хорофас - Стефанос Христопулос - Іоанніс Хрисафіс - Евангелос Дамаскос - Хрисопії Деветзі - Фемістокл Діакідіс - Піррос Дімас - Дімітріос Дрівас - Іріні Енділі - Евангелія Христодулу - Ніколаос Георгантас - Дімітріос Големіс | - Філіпп Карвелас - Іоанна Хадзііоанну - Артем Кіурекян - Константінос Козанітас - Віргінія Краваріоті - Дімітріос Лундрас - Мірела Маніані - Марія Георгату - Анастасіос Метаксас - Іоанніс Мітропулос - Ніколаос Моракіс - Александрос Ніколопулос - Софія Пападопулу - Георгіос Папасидеріс - Константінос Паспатіс | - Іоанніс Персакіс - Петрос Персакіс - Іоанніс Франгудіс - Перикл Пієракос-Мавроміхаліс - Василіс Полімерас - Георгіос Рубаніс - Георгіос Сарідакіс - Константінос Спетсіос - Іоанніс Теодоропулос - Ніколаос Трикупіс - Константін Циклітірас - Сотіріос Версіс - Захарула Каріамі - Василіс Полімерос |